# عونی کنعان
عونی کنعان (زادهٔ حدود ۱۹۲۸) ورزشکار بسکتبالیست اهل عراق است. او در مسابقات مردان بازی‌های المپیک تابستانی ۱۹۴۸ حضور داشت.